# Dara Ó Briain
Dara Ó Briain (født 4. februar 1972) er en irsk komiker og tv-vært mest kendt fra programmet Mock the Week.

## Privat
Dara Ó Briain er født i Wicklow i Sydirland. Han blev opdraget som katolik, men er ateist.
Briains gik i skole på Coláiste Eoin, en Gaelscoil (en irsk-talende skole) i den sydlige del af Dublin. Han taler flydende irsk og engelsk. 
Efter skole fortsatte Briain på universitet i Dublin, hvor han studerede matematik og teoretisk fysik. På universitetet var han medstifter af universitetsavisen University Observer. Han deltog med stort engagement i debatgruppen Literary And Historical Society.
I et interview med den engelske chatshow-vært Jonathan Ross nævnte Briain, at der ikke er mange irere tilbage, som taler irsk. Han taler selv irske så godt, at han har vundet en større debatkonkurrence på irsk. 
Briain har tre børn, er gift med Susan, som er læge. De bor i London.

## Fjernsyn
Briain påbegyndte sin TV-karriere som en vært på det irske børneshow, Echo Island, samtidig med at han udførte stand-up-shows.
Han er regelmæssig deltager i den britiske tv-quiz QI.